# Klima in Finnland

Klimate in Finnland nach Köppen

Das Klima in Finnland wird hauptsächlich durch die nördliche Lage des Landes bestimmt: Bis auf den kühlgemäßigten Küstenraum im Süden liegt ganz Finnland in der kaltgemäßigten „borealen“ Zone. Nach der Klimaklassifikation von Wladimir Köppen gehört der größte Teil des Landes zur Klimazone Dfc (Subarktisches Klima). Der äußerste Nordwesten um den Haltitunturi in der Gemeinde Enontekiö gehört zur Klimazone ET (Tundrenklima), während die Südküste von Turku bis Südkarelien Klimazone Dfb aufweist (Sommerwarmes feuchtes Kontinentalklima).
Finnlands Klima weist Aspekte sowohl für Kontinental- als auch für Seeklima auf. Das liegt daran, dass einerseits der Nordatlantik mit dem Golfstrom verhältnismäßig nah ist und die Ostsee und die vielen Binnenseen das Klima mildern, andererseits schirmt das Skandinavische Gebirge Finnland vom offenen Meer ab. Der Golfstrom sorgt dafür, dass die norwegische und russische Küste nördlich von Finnland auch im Winter nicht einfrieren, während das wenig salzige Wasser der Ostsee an den Küsten zufriert, insbesondere im Bottnischen Meerbusen. Aber auch im Süden sind die Häfen nicht ganzjährig ohne Hilfe von Eisbrechern nutzbar.

## Niederschläge

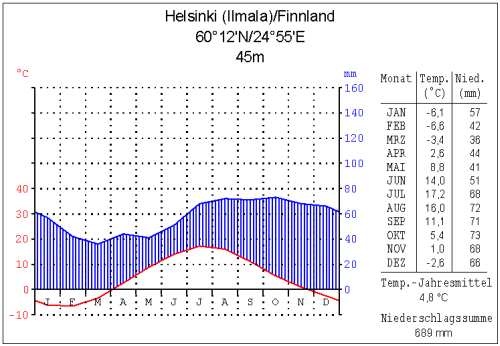
Klimadiagramm Helsinki
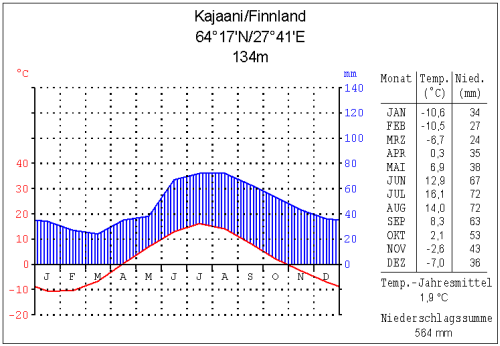
Klimadiagramm Kajaani
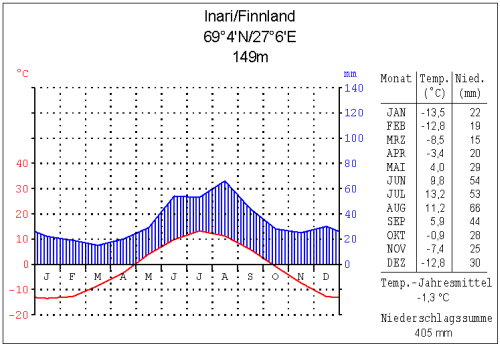
Klimadiagramm Inari

Insgesamt ist Finnland dadurch mit etwa 580 mm jährlichem Niederschlag trockener als Deutschland mit etwa 800 mm. Fast die Hälfte des Niederschlags fällt in den Monaten Juli bis Oktober, am niederschlagsreichsten ist der August. Von Februar bis Mai fällt nur etwa ein Fünftel des Jahresniederschlages, am wenigsten Niederschlag gibt es im Februar. Im Süden und Osten Finnlands fällt mit etwa 700 mm jährlich etwas mehr Niederschlag als im Norden und Westen mit etwa 500 mm. Insgesamt hat die durchschnittliche Niederschlagsmenge in den letzten Jahrzehnten leicht zugenommen.

## Temperaturen

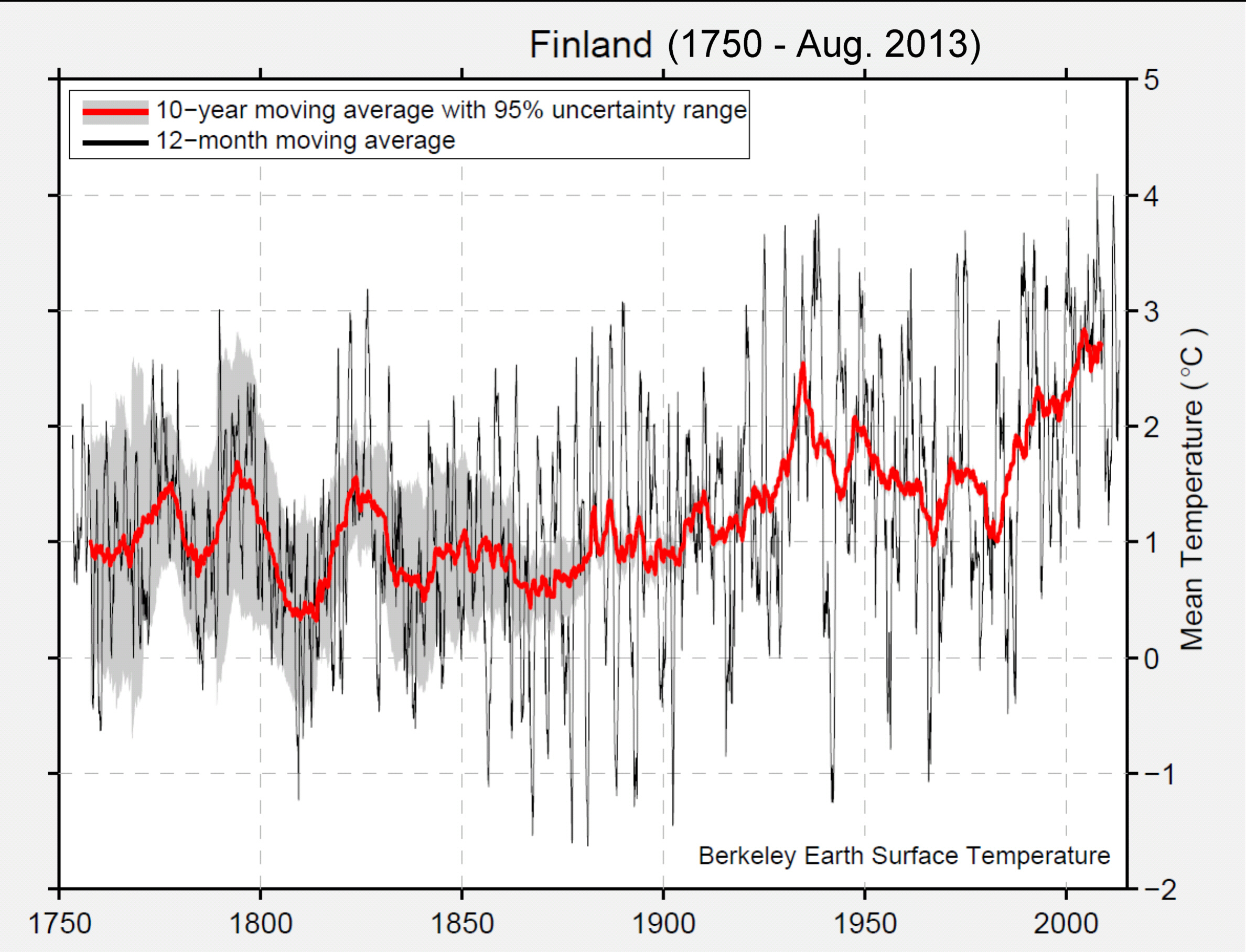
Mittlere Temperatur in Finnland 1750 bis 2013

Die mittlere Jahrestemperatur liegt in Finnland nur wenig über dem Gefrierpunkt des Wassers. Durch die große Nord-Süd-Ausdehnung des Landes gibt es hier große Unterschiede: Während es in Helsinki mit durchschnittlich 4,8 °C noch verhältnismäßig warm ist, liegt die Durchschnittstemperatur in Kajaani in Kainuu bei etwa 1,9 °C. Kainuu zählt schon als Nordfinnland, obwohl es etwa in der Mitte zwischen dem äußersten Norden und Süden des Landes liegt. In Inari im Nordosten Finnlands liegt der Temperaturdurchschnitt mit −1,3 °C sogar unter dem Gefrierpunkt. Am wärmsten im Jahresmittel sind die Ålandinseln, Mariehamn kommt auf durchschnittlich 5,4 °C. Finnland ist damit deutlich kälter als Deutschland, das im Jahresmittel Temperaturen von mehr als 8 °C hat, aber wärmer als die meisten Länder in ähnlicher geographischer Breite. Magadan oder Whitehorse liegen auf ähnlicher Breite wie Helsinki, sind aber ähnlich kalt wie Inari.

## Temperaturrekorde und Klimawandel
Der bisher höchste gemessene Temperatur in Finnland waren 37,2 °C im Juli 2010 in Liperi, die niedrigste Temperatur wurde im Januar 1999 in Kittilä gemessen und betrug −51,5 °C.
Seit 1750 werden Temperaturen in Finnland landesweit gemessen. Wie anderswo zeigt sich eine stark schwankende Kurve der Durchschnittstemperatur, die aber tendenziell ansteigt. Lag der gleitende Durchschnitt der Temperatur 1760 noch bei 0,48 °C, so lag dieser 1990 bei 2,89 °C. Vom globalen Anstieg des Meeresspiegels wird Finnland möglicherweise weniger stark betroffen sein als andere Länder, da die postglaziale Landhebung im Ostseeraum noch nicht beendet ist. Nach Angaben des Finnischen Meteorologischen Instituts lag die 30-jährige Mitteltemperatur in der Normalperiode 1981–2010 um 0,4 °C über der der vorhergehenden Normalperiode 1971–2000 und sogar 0,7 °C über der der letzten abgeschlossenen offiziellen Normalperiode der Weltorganisation für Meteorologie, die von 1961 bis 1990 reichte. Dies entspricht dem vorhergesagten Anstieg aktueller Klimamodelle.

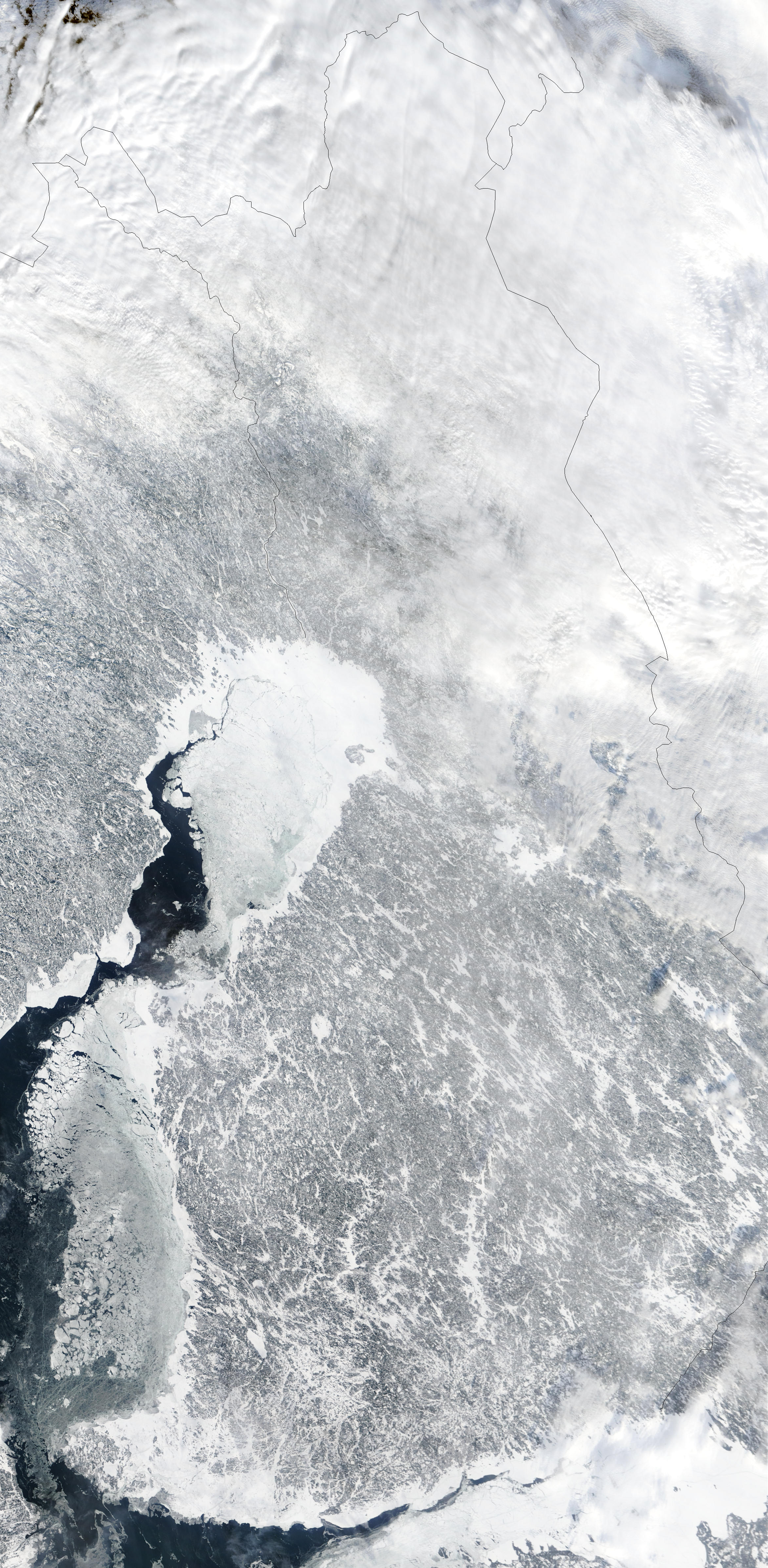
Satellitenbild vom 19. Februar 2003, gut zu erkennen das Packeis der Ostsee